# Zungaro zungaro
Zungaro zungaro és una espècie de peix de la família dels pimelòdids i de l'ordre dels siluriformes present a les conques dels rius Amazones i Orinoco. Els mascles poden assolir 140 cm de longitud total.
És un peix d'aigua dolça i de clima tropical (20 °C-24 °C).
És sexualment madur quan assoleix els 10 kg de pes.
Menja peixos durant la nit.
És depredat al Brasil per Triportheus angulatus.